# ألبرت بيب
ألبرت بيب (بالإنجليزية: Albert Pape)‏ (13 يونيو 1897 في المملكة المتحدة - 18 نوفمبر 1955 في المملكة المتحدة) هو لاعب كرة قدم بريطاني (وحمل سابقاً جنسية المملكة المتحدة لبريطانيا العظمى وأيرلندا) في مركز الهجوم. لعب مع مانشستر يونايتد ونادي ريل ونادي فولهام ونادي ليتون أورينت ونادي هارتلبول يونايتد ونوتس كاونتي ونادي دارون ونادي هاليفاكس تاون وأشتون يونايتد ونادي بارسكو وليه جنيسيس ‏ وRotherham County F.C. ‏ ونادي نيلسون وإف سي هاليفاكس تاون وManchester Central F.C. ‏.